# 瓦尔特·格拉夫
瓦尔特·格拉夫（德語：Walter Graf，1937年3月3日—2021年2月2日），瑞士男子雪车运动员。他曾代表瑞士参加1968年冬季奥林匹克运动会雪车比赛，获得男子四人铜牌。他在1972年冬奥会担任瑞士雪车队的领队。